# Pskov
För andra betydelser, se Pskov (olika betydelser).
Pskov (ryska: Псков, äldre Плѣсковъ, Pleskov; estniska: Pihkva; finska: Pihkova; tyska: Pleskau, Poskow; lettiska: Pleskava; polska: Psków) är den administrativa huvudorten för Pskov oblast i västra Ryssland, och har cirka 200 000 invånare. Den är belägen vid floden Velikaja som kommer söderifrån och mynnar i sjön Peipus strax norr om staden. I staden ansluter bifloden Pskova från höger (från nordost). Staden är en viktig trafikknutpunkt, och har omfattande maskin- och textilindustri. Det var vid Pskovs järnvägsstation som den siste tsaren, Nikolaj II, abdikerade i mars 1917.

## Historia

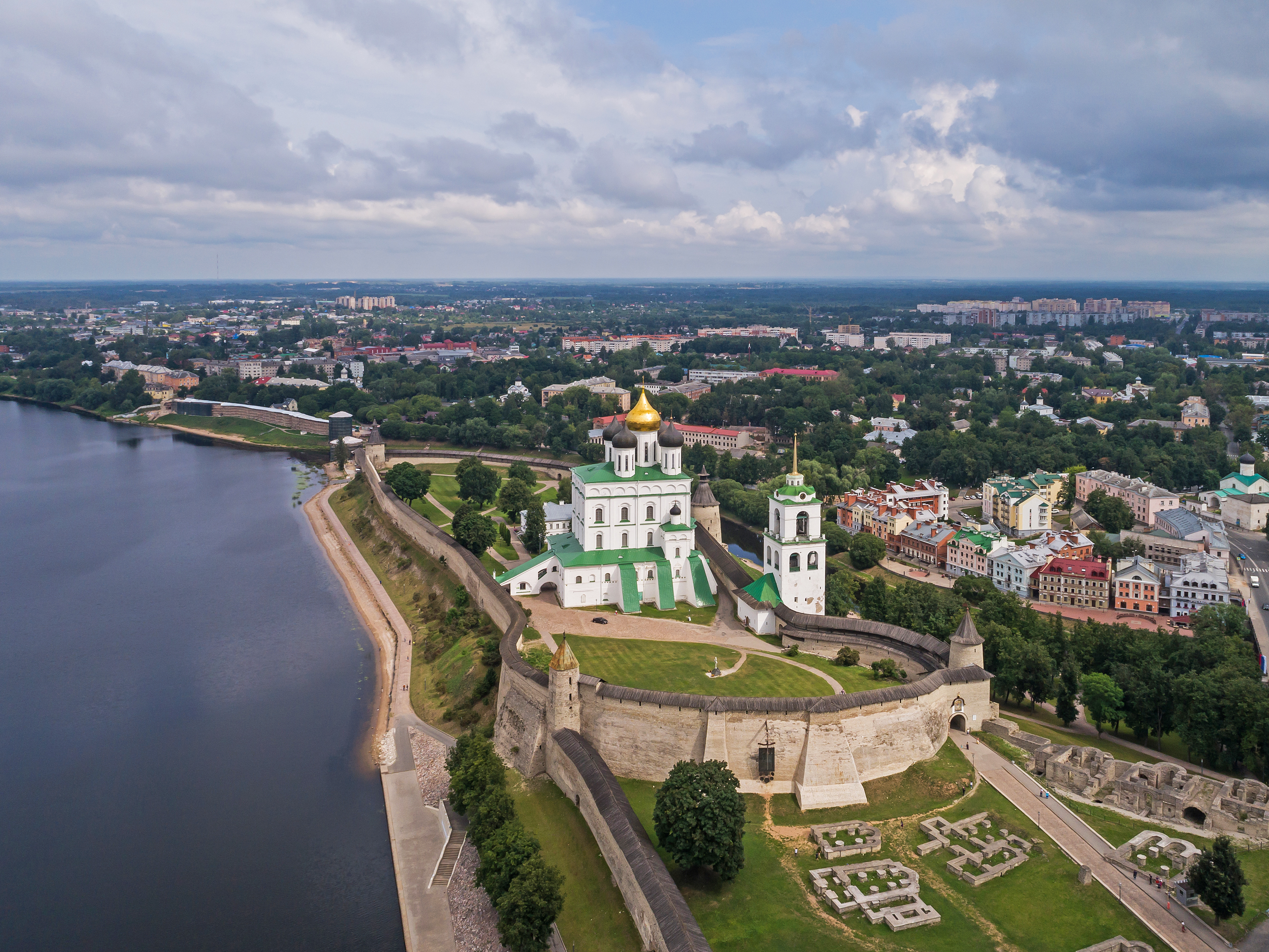
Pskovs kreml vid stranden av Velikaja.

Pskov är en av de äldsta städerna i Ryssland och omnämns i Nestorskrönikan, år 903. Floden Velikaja hade ända sedan forntiden varit en handelsväg mellan södra Ryssland och Östersjön, och det var helt naturligt att en rysk befäst stad tidigt skulle uppstå i dalen. 1136 blev Pskov en "prigorod" till stadsrepubliken Novgorod, det vill säga måste i vissa avseenden lyda under Novgorods jurisdiktion och hjälpa det i krigstid. Pskov hade emellertid sin egen (valde) furste och blev sedan senare hälften av 1200-talet så mäktigt, att det av Novgorod erkändes som jämlike (1348).
Staden blev en självständig republik med demokratiska institutioner så lika de i Novgorod att staden ofta kallades Novgorods yngre broder. I sin tur hade Pskov, som under senare delen av medeltiden räknade omkring 60 000 invånare, flera egna "prigorod", och dess välde sträckte sig över ett stort område. Pskovs institutioner liknade Novgorods - en allmän församling av stadens borgare (den så kallade vjetje) avgjorde de viktigaste ärendena, mottog vad och valde fursten - men hade en mera demokratisk karaktär. På 1200-talet hade Pskov blivit en viktig station för handeln mellan Novgorod och Riga. Ett århundrade senare ingick det i hanseförbundet. Dess köpmän och handelsföreningar hade faktorier i Narva, Reval och Riga. En strid mellan de "svarta" och de "vita" (storborgarna och de lägre klasserna) erbjöd storfursten av Moskva många tillfällen att inblanda sig i Pskovs inre affärer; 1399 tillägnade han sig rättigheten att bekräfta valet av Pskovs furste. Efter Novgorods fall 1478 kunde Pskov inte längre försvara sin självständighet emot Moskva. 1510 intogs det av Vasilij III Ivanovitj; vjetje upphävdes, de inflytelserikaste familjerna förflyttades till Moskva, och en vojvod sattes att å storfurstens vägnar styra staden. Dess merkantila betydelse försvann snart, men dess strategiska fortfor.
Under medeltiden hade litauerna och svärdsriddarna vid flera tillfällen sökt komma i besittning av Pskov. 1240 lyckades de senare intaga staden, men blev 1242 på Peipussjöns is besegrade av Alexander Nevskij. Senare traktade Polen efter Pskov. Det belägrades 1581 i sju månader av Stefan Batory. Staden försvarades dock framgångsrikt av de trupper som lydde under Ivan den förskräcklige.
Enligt tysken Wunderer ska det utanför Pskov så sent som 1589-1590 ha funnits uppställda avgudabilder av de fornslaviska gudarna Chors och Uslad.

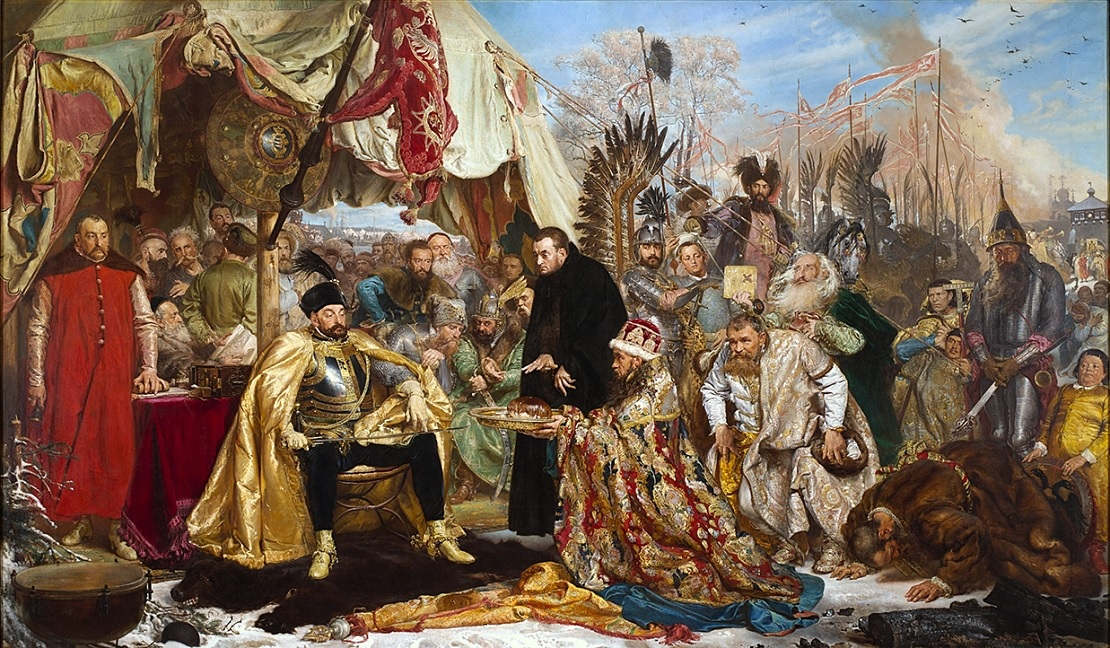
Belägringen av Pskov.

### Belägringen av Pskov
År 1613, under Ingermanländska kriget (1610-1617), gjorde den svenske fältmarskalken Evert Horn ett misslyckat försök att inta Pskov, som då var befäst med en hög ringmur försedd med 17 torn och inåt förstärkt med bålverk. Hösten 1614 lät Gustav II Adolf anlägga en skans på en holme nedanför staden för att hindra all tillförsel sjöledes. Den 30 juli 1615 stod Gustav Adolf och Evert Horn utanför Pskovs murar och den senare stupade samma dag då ett utfall slogs tillbaka. Gustav Adolf "logerade sig" nu framför Pskov och därunder dödades generalkvartermästaren Robert Myr av en rysk kula. Den efter alla konstens regler ledda belägringen öppnades dock först den 20 augusti, men sedan en stormning avslagits den 12 oktober bröt Gustaf Adolf den 17 samma månad upp, eftersom ryssarna satte det som villkor för att starta fredsförhandlingarna inför freden i Stolbova. En stor skans uppfördes likväl sedan av svenskarna vid åmynningen nedom staden och en redutt anlades på en holme i Velikaja. Dessa arbeten blev färdiga i september 1616. I november samma år anföll ryssarna skansen men blev tillbakaslagna. Befästningarna utrymdes efter fredsslutet 1617. Peter den store lät uppföra detacherade verk utanför Pskov, vars gamla befästningar då även moderniserades.

### 1900-talet
Pskov var 1915–1917 säte för ryska högkvarteret, och där ägde den 15 mars 1917 tsar Nikolaj II:s tronavsägelse rum. Tyskarna intog Pskov den 25 februari 1918, men utrymde det åter efter freden i Brest-Litovsk. Pskov erövrades sedan av esterna från bolsjevikerna den 25 maj 1919, men återtogs av de senare den 26 augusti samma år.

## Kända personer
- Venjamin Kaverin, författare
- Sergej Fjodorov, ishockeyspelare